# Казтая Ултаракова
Казта́я Ултара́кова (каз. Қазтай Ұлтарақов) — село у складі Єнбекшиказахського району Алматинської області Казахстану. Адміністративний центр Масацького сільського округу.
Населення — 2606 осіб (2021; 2944 у 2009, 2387 у 1999, 2202 у 1989).
До 2014 року село називалось Масак.